# San Cristóbal Xochimilpa
San Cristóbal Xochimilpa es una localidad mexicana situada en el Municipio de Zacatlán (en la sierra norte del Estado de Puebla). Es el pueblo más poblado en la posición número 12 de todo el municipio.

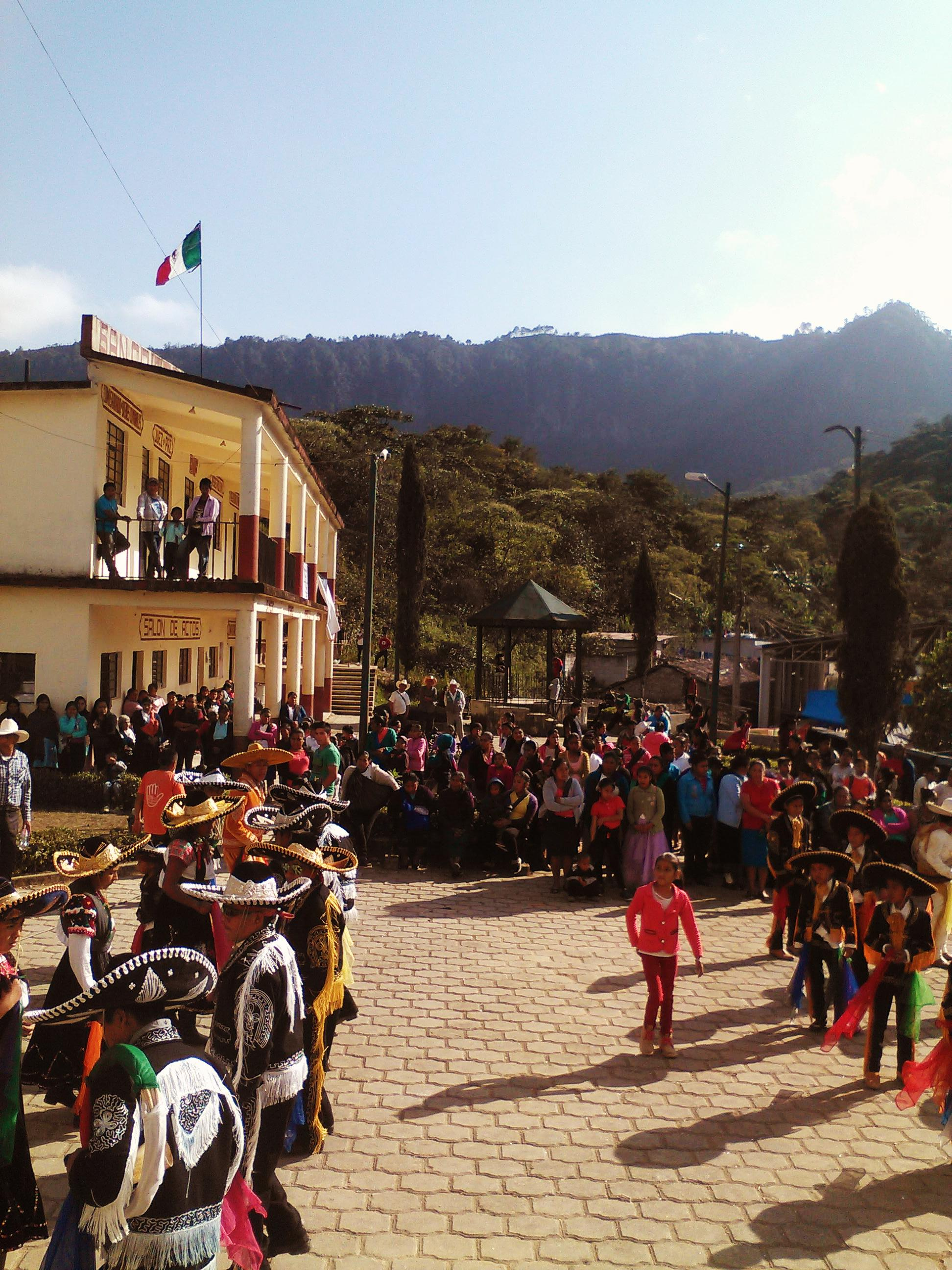
San Cristóbal Xochimilpa

## Población
En la localidad hay un total de 1077 habitantes de acuerdo al INEGI en 2010, de cuales 500 son hombres y 577 mujeres. 572 de la población de SAN CRISTÓBAL XOCHIMILPA son adultos y 78 son mayores de 60 años. El 98,79% de la población es Indígena, El 11,98% de la población habla una lengua Indígena Nahuatl y no habla español..
| Datos actuales                      |                          |
| ----------------------------------- | ------------------------ |
| Nombre de la localidad              | San Cristóbal Xochimilpa |
| Clave de la localidad               | 0038                     |
| Clave INEGI                         | 212080038                |
| Nombre del Municipio                | Zacatlán                 |
| Grado de marginación municipal 2010 | medio                    |
| Clave del municipio                 | 208                      |
| Nombre de la Entidad                | Puebla                   |
| Clave de la entidad                 | 21                       |

## Diagnóstico socioconómico
La organización de la población consta de un Presidente Auxiliar, Secretario,
Tesorero y 4 Regidores (Autoridades indígenas) que son electos cada tres años, con baja influencia partidista.
•Se cuenta con una carretera de Terracería que conecta con la carretera interserrana.
•Comunicación deficiente por mal estado de la
terracería principal.
•Dificultad para la transportación de productos
agrícolas en especial el café.
•No cuentan en la práctica con un plan de desarrollo
urbano que ubique y determine reservas territoriales o
usos.
•Alta carencias en educación, ingresos, vivienda y servicios. 
•Nivel alto de Analfabetismo (> 30 % de la población mayor de
15 años)

## Clima
•Semicálido subhúmedo, con precipitaciones
de 1200 – 2500 mm, y temperaturas
promedio anuales de 16°-20 °C.
Zona sujeta a tormentas y huracanes. Lluvia
todo el año, pero con marcada época de
lluvias de junio a octubre.
•se presenta neblina en
invierno principalmente y lluvias fuertes,
asociados a la sombra orográfica y la época de
lluvia y huracanes del Golfo de México.